# 이치류 전쟁
이치류 전쟁(一龍戦争)은 일본 자유민주당 소속 중의원 의원이던 하시모토 류타로와 오자와 이치로 사이에 펼쳐진 항쟁을 말한다. 다케시타파 7봉행 시절부터 자민당의 분열, 자사사 연립 정권 시대에 걸쳐 이루어졌다.

## 다케시타파의 결성
1985년 2월 다케시타 노보루가 다나카파 내에서 파벌 속의 파벌인 창정회를 발족시켰다. 이에 분노한 파벌 회장 다나카 가쿠에이는 20일 뒤 뇌경색으로 쓰러졌고 이후 언어 장애라는 후유증이 남았다. 이는 어둠의 쇼군이라 불리며 자민당을 막후에서 조종하던 다나카의 정치적 영향력을 급속히 감소시켰다.
1987년 정식으로 다나카파를 탈당해 자신만의 파벌인 경세회를 만든 다케시타는 나카소네 야스히로의 뒤를 이어 자유민주당 총재직에 올랐다. 하지만 다음해 리쿠르트 사건이 터지면서 1989년 다케시타는 결국 총재직을 내려놓았다. 하지만 우노 소스케를 후임 총재로 만들면서 여전히 정치적 영향력을 유지했는데 우노의 게이샤 스캔들이 터지면서 제15회 일본 참의원 의원 통상선거에서 자민당은 참패를 당했다. 당시 우노의 인기가 너무 없어서 선거에 나선 후보들은 우노의 지원을 원치 않았고 대신 간사장이었던 하시모토가 전국을 돌며 유세를 도왔다. 덕분에 하시모토의 인기가 높아져 우노의 후임 총재로 물망에 올랐지만 여성 스캔들이 터져 결국 우노의 후임은 고모토파의 가이후 도시키로 결정됐다.
그런데 하시모토의 총재 취임 반대 여론을 주도한 것이 오자와였기에 이때부터 이치류 전쟁은 시작하고 있었던 셈이었다. 또한 하시모토는 다케시타 계열에 속했고 오자와는 가네마루 신의 계열에 속했기에 당시 두 사람의 대립은 다케시타와 가네마루의 대리 전쟁이라는 측면도 있었다. 여하튼 제1차 가이후 내각이 출범하자 오자와는 간사장에, 하시모토는 대장대신에 취임했다.

## 다케시타파의 지배와 분열
1991년 도쿄도지사 선거를 앞두고 자민당은 후보를 정해야 했다. 당시 현직 도지사는 스즈키 슌이치였는데 도쿄도지부가 스즈키를 지지한 것에 반해 당 본부는 민사당, 공명당과 연합하여 다른 후보를 옹립하고자 했지만 결국 스즈키가 최종 후보로 결정되었다. 당 본부의 이러한 움직임을 뒤에서 지원한 것이 오자와였기에 책임을 지고 오자와는 간사장 직에서 물러났다. 비슷한 무렵 하시모토도 증권·금융계의 불상사와 후지 은행(富士銀行)의 부정 융자 사건에 전직 비서가 관련된 것에 책임을 지는 형태로 대장대신에서 물러났다. 하지만 오자와는 곧바로 다케시타파 회장 대행에 취임했다.
같은해 10월 가이후가 총재직에서 물러날 것을 표명했다. 후임 총재직에는 와타나베 미치오, 미쓰즈카 히로시, 미야자와 기이치 세 사람이 입후보했는데 오자와는 자신의 사무실에 세 사람을 불러 면접을 봤고 최종적으로 가네마루의 지원을 받은 미야자와가 결정됐다. 이는 오자와의 권세를 잘 보여준 일화였다.
1992년 6월 PKO 관련 법안이 국회에서 통과된 이후 도쿄 사가와큐빈 사건이 드러나면서 가네마루 부총재가 10월에 사임했다. 다케시타 역시 리쿠르트 사건의 여파로 정치 전면에선 물러나 있었기에 다케시타파의 회장 자리를 두고 누가 취임할 것인지 하시모토와 오자와의 항쟁이 시작되었다. 하시모토는 동기인 오부치 게이조 전 간사장을 지지했지만 오자와는 자신의 동기인 하타 쓰토무 대장대신을 지지했다. 이 싸움에서 오부치가 승리했고 패배한 오자와와 하타는 경세회를 이탈해 별도의 파벌인 개혁포럼21을 결성했다. 이렇게 다케시타파는 오부치파와 하타파로 분열됐으며 오자와의 지지를 받아 총재에 취임한 미야자와는 이후 개각에서 오부치파를 우대하고 하타파를 냉대하는 인사를 단행했다.

## 자민당 정권의 붕괴와 연립 정권 시대
1993년 6월 야당이 미야자와 내각 불신임결의안을 제출했다. 여당인 자민당이 과반을 차지하고 있었기에 통과될 가능성이 없는 불신임안이었지만 하타파가 불신임안에 동조하여 가결되는 일이 일어났다. 미야자와는 곧바로 국회를 해산했다(거짓말쟁이 해산). 하타파는 이후 자민당을 탈당해 신생당을 결성했고 오자와가 신생당 간사장에 취임했다. 제40회 일본 중의원 의원 총선거 결과 자민당은 과반에 미달했고 신생당은 의석 수를 19석이나 늘렸다.
선거 직후 오자와의 주도 하에 일본신당의 호소카와 모리히로를 수반으로 하는 야7당의 연립 정권이 수립되었고 자민당은 창당 이래 처음으로 야당으로 전락했다. 비자민·비공산 연립 정권은 오자와 대표간사가 사실상 책임자 역할을 했다. 미야자와는 책임을 지겠다며 총재직에서 물러났고 고노 요헤이 내각관방장관이 후임 총재로 취임했다. 하시모토는 정무조사회장에 취임했는데 이때 "야당이 됐는데 정무조사회장 취임이 무엇이 기쁜 일이겠나"라고 했다고 한다.
1994년 4월 연립 정권 내의 불협화음으로 호소카와가 총리직에서 물러나고 하타 외무대신이 후임 총재가 됐다. 하지만 일본사회당과 신당 사키가케의 오자와에 대한 불만이 높아졌고 결국 연립 정권에서 이탈하게 된다. 연립 정권 내에서 최대 지분을 자랑하던 일본사회당이 신당 사키가케와 손잡고 이탈하면서 연립 정권은 소수 여당이 되었고 자민당은 곧바로 하타 내각 불신임결의안을 제출하고자 했다. 결국 하타 내각은 출범한지 2개월 만에 총사직했다.
이때 하시모토 정무조사회장 등 자민당 집행부는 연립에서 이탈한 일본사회당, 신당 사키가케와 물밑에서 접촉해 사키가케까지 끌어들여 자사사 연립 정권을 구상했고 일본사회당과 신당 사키가케가 이에 합의하면서 하타 내각이 무너진 뒤 무라야마 도미이치 사회당 위원장을 총리로 하는 연립 정권이 출범했다. 하시모토는 무라야마 내각에서 통상산업대신에 취임했다. 오자와는 그해 12월 야당들을 모아서 신진당을 결성했으며 가이후가 대표로 취임하고 오자와는 다시 간사장직에 앉았다.

## 전쟁의 본격화
1995년 한신·아와지 대진재와 도쿄 지하철 사린 사건에 대한 늑장 대응으로 여론의 비판을 받은 무라야마 내각이 제13회 통일지방선거와 제17회 일본 참의원 의원 통상선거에서 연달아 패배하면서 사퇴를 표명했다. 무라야마는 물러나면서 후임 총재는 제1당인 자민당 총재가 해야 한다고 말을 했으며 그해 9월 자민당 총재 선거에서 승리한 하시모토가 고노의 후임으로 취임했다. 12월에는 신진당 대표 선거에서 오자와가 신임 대표로 취임했다.
1996년 1월 무라야마 총리가 정식으로 퇴진하자 총리 지명 투표가 열렸고 중의원 288 대 168, 참의원 158 대 69로 하시모토가 오자와를 꺾고 총리에 취임했다. 이후 여야는 주택 금융 전문 회사 관련 법안을 둘러싸고 크게 격돌했는데 하시모토와 오자와가 회담을 개최하여 협의안을 마련하고 4월에 법안을 통과시켰다. 당시의 회담을 두 사람의 이름에서 한 자씩 따와 이치류 회담이라고 불렀다.
그 이후에도 오자와는 중의원 금융특별위원회에서 가토 고이치 자민당 간사장의 불법 정치 헌금 문제를 둘러싸고 증인 심문을 요구했고 이에 질세라 자민당은 창가학회의 이케다 다이사쿠 명예회장을 증인으로 부르는 등 진흙탕 싸움을 이어갔다. 제41회 일본 중의원 의원 총선거 당시 오자와는 정권 교체를 위해 분주히 움직였지만 하시모토는 "신진당은 창가학회의 지배를 받고 있다"며 '신진당=창가학회'라는 식의 네거티브 캠페인을 적극 벌여 정권을 유지하는데 성공했다. 신진당은 오히려 4석이 줄었다.

## 전쟁의 종언
1997년 3월 하시모토와 오자와가 두 번째 이치류 회담을 열었다. 하시모토와 가토는 전년도의 총선 이후 신진당에서 의원들을 스카우트하여 과반을 회복했으며 신진당은 탈당자가 속출해 상당한 위기를 맞이하고 있었다. 이후 진행된 도쿄도의회 선거에서 신진당은 참패했다. 당시 우호 관계에 있던 공명당은 신진당 합류를 철회하고 자민당과 가까워지기 시작했으며 오자와는 대표직에서 물러난 뒤 신진당을 탈당했다. 
1998년 1월 오자와는 자유당을 결성해 대표로 취임했다. 한편 하시모토는 새해 연례 행사인 소신 표명 연설을 하지 않고 긴급 경제 연설을 했다. 은행과 기업의 도산이 잇따르면서 미증유의 경제 불황을 맞이한 상태에서 이루어진 것이었다.
제18회 일본 참의원 의원 통상선거에서 자민당이 패배하자 하시모토는 책임을 지며 사퇴했고 오부치가 후임 총재가 되었다. 오자와는 하시모토 내각의 경제 정책 비판 기조를 오부치 내각에도 그대로 이어갔다. 8월 총리 지명 투표에서 자유당은 일본공산당과 함께 참의원에서 간 나오토 민주당 대표를 지지했고 사회민주당과 공명당도 협력했다. 하지만 자민당이 중의원에서 과반을 차지하고 있었기에 양원협의회를 거쳐 오부치가 총리로 지명됐다.

## 그후
1998년 11월 오자와는 자유당과 자민당의 연립에 합의하여 자자 연립 정권이 탄생했다. 이는 다음해에 공명당까지 합세하여 자자공 연립 정권으로 발전한다. 2000년 4월 오부치가 병으로 입원하자 모리 요시로가 후임 총재로 발탁되었다. 이무렵 오자와는 자민당과 다시 갈등을 빚었고 자자공 연립 정권에서 이탈하고자 했다. 하지만 자유당 내에서 이탈에 반대하는 의원들이 있었고 이들은 결국 자유당을 탈당해 보수당을 창당하여 자유당은 분열했다. 직후 치러진 제42회 일본 중의원 의원 총선거에서 오자와의 자유당은 4석이 늘어나는 결과로 만족해야 했다.
오부치가 사망하자 하시모토가 파벌을 물려받아 오부치파는 하시모토파가 되었다. 2001년 4월 모리가 총재직에서 물러나자 하시모토는 총재 선거에 출마했지만 고이즈미 준이치로에게 패배했으며 2003년 총재 선거 때는 하시모토파가 분열하여 다시 고이즈미에게 패배했다.
2003년 오자와의 주도 하에 자유당과 민주당이 합당했다. 2004년 당대표인 간이 연금 미납 문제로 사임하자 후임 대표로 오자와의 이름이 오르내렸지만 오자와도 연금 미납 대상자임이 밝혀져 무위로 끝났다. 하시모토도 같은 해 일본치과의사동맹으로부터 불법 정치 헌금을 받는 것이 드러나 책임을 지고 파벌 회장에서 물러나고 파벌도 탈퇴했다. 다음해 우정 해산에 따른 총선거가 시행되자 하시모토는 불출마를 선언하고 정계를 은퇴했다.
2006년 4월 민주당 대표 선거에서 오자와가 간을 꺾고 대표로 취임했으며 그해 7월 하시모토가 사망했다.
하시모토가 죽은 이후에도 오자와는 정치 생활을 이어가며 2009년 정권 교체를 이룩하지만 끝내 총리 자리에는 오르지 못했으며 2012년 자민당이 정권을 탈환하자 민주당을 탈당한 뒤 국민 생활이 제일, 생활당 등을 잇따라 창당하며 대표를 역임했다.

## 참고 문헌
- 고토 겐지 (2014년 4월 17일). 《ドキュメント 平成政治史 1　崩壊する55年体制》 [다큐멘터리 헤이세이 정치사 1 - 붕괴하는 55년 체제]. 이와나미 서점. ISBN 978-4000281676.